# Zamarada sagitta
Zamarada sagitta är en fjärilsart som beskrevs av Fletcher 1974. Zamarada sagitta ingår i släktet Zamarada och familjen mätare. Inga underarter finns listade i Catalogue of Life.